# Martín Pérez Scremini
Martín Pablo Pérez Scremini (Montevideo, 26 de diciembre de 1949), sacerdote católico uruguayo.
Ordenado sacerdote el 14 de junio de 1985. En 2004 fue nombrado obispo auxiliar de Montevideo y Obispo Titular de Vazari.
Desde el 15 de marzo de 2008 es el actual obispo de Florida.